# Guéna le crocodile (personnage)
 (mars 2018).
Si vous disposez d'ouvrages ou d'articles de référence ou si vous connaissez des sites web de qualité traitant du thème abordé ici, merci de compléter l'article en donnant les références utiles à sa vérifiabilité et en les liant à la section « Notes et références ».

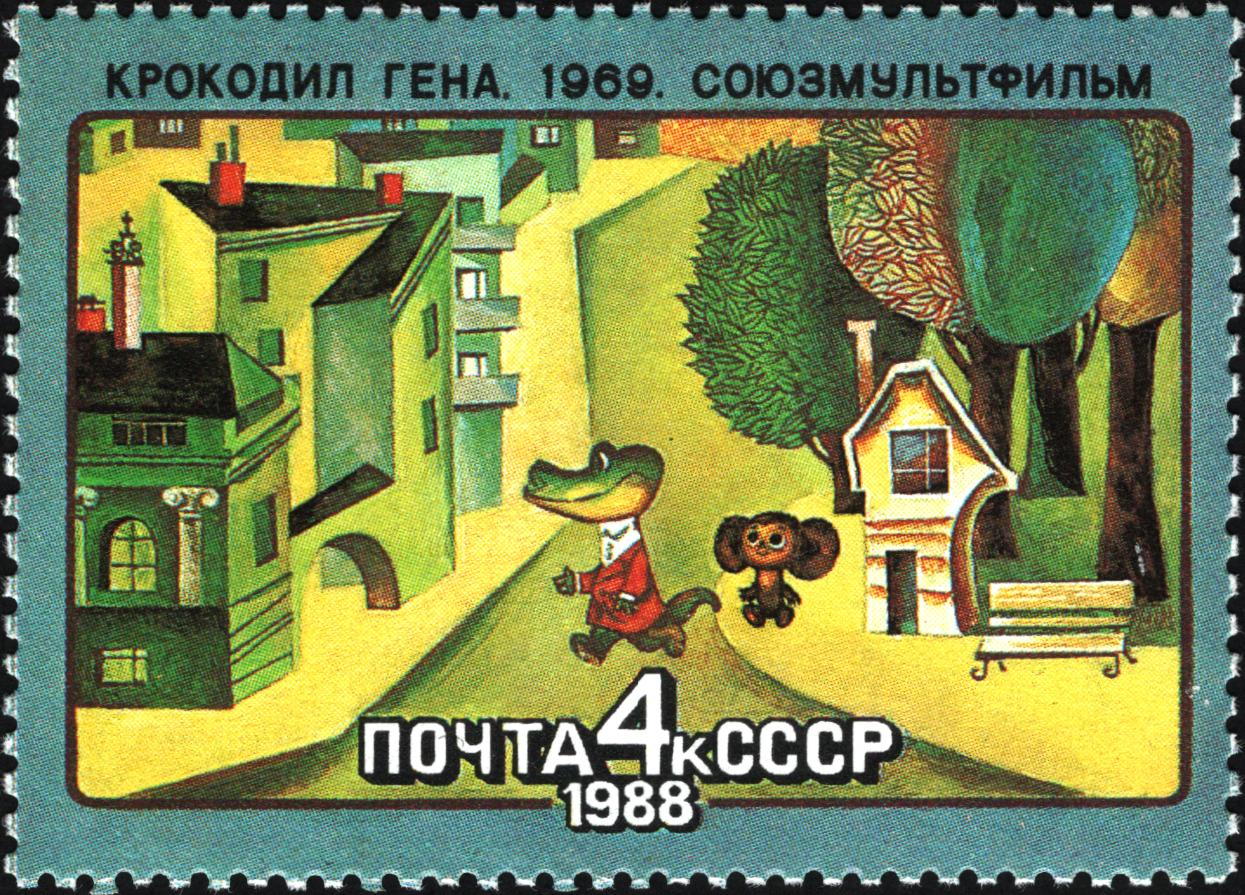
timbre soviétique représentant Guéna et Tchébourachka, 1988.

Le Crocodile Guéna (russe : Крокодил Гена, Krokodil Gena) est un personnage fictif, qui apparait dans la série de films d'animation Guéna le crocodile, Tchébourachka et Chapeauclaque par Roman Katchanov (Soyuzmultfilm studio). Il a fait ses débuts en 1966 dans le roman "Guéna le crocodile et ses amis" par Édouard Ouspenski.
Le crocodile quinquagénaire Guéna travaille dans un zoo comme attraction. Durant son temps libre, il joue de l'accordéon et aime chanter. Deux de ses chansons les plus connues sont "Poust' bégout néouklujé..." ("Que les piétons courent maladroitement...") et "Golouboï vagon" ("Le wagon bleu"). Le nom du crocodile est un diminutif typique du nom masculin Guennadi.
Guéna et Tchébourachka, le personnage principal de la série, sont les meilleurs amis. 
Un jour de pluie, qui se trouve être le jour de son anniversaire, Guéna chante la chanson "Пусть бегут неуклюже пешеходы по лужам..." ("Que les piétons courent maladroitement dans les flaques d'eau..."), qui contient la fameuse ligne : "Dommage qu'un anniversaire n'arrive qu'une fois par an." Cette chanson, écrite par Vladimir Chaïnski, est depuis devenue célèbre comme "la chanson du Crocodile Guéna" et continue à être extrêmement populaire parmi les russophones de différents âges et générations.
La chanson a notamment été reprise en 1973 par la Big Children's Choir of Russia, avec pour soliste le jeune Sergueï Paramonov.
Guéna le Crocodile est doublé par Vassili Livanov dans les films d'animation.